# Bundesstraße 41
Die Bundesstraße 41 (Abkürzung: B 41) ist eine Bundesstraße im Saarland und in Rheinland-Pfalz mit einer Gesamtlänge von etwa 140 Kilometern. Sie verbindet Saarbrücken mit der Bundesautobahn 61 bei Bad Kreuznach.
Die Bundesstraße 41 kann als Verlängerung der französischen Route nationale 3 angesehen werden. Am Grenzübergang Goldene Bremm wechselt sie von der Rue du Roussillon (Gem. Stiring-Wendel) auf Saarbrücker Stadtgebiet und wird dort die Metzer Straße (Straße nach Metz). Unmittelbar an der Grenze liegt die Gedenkstätte für die Verfolgten der Nationalsozialisten.

## Ausbauzustand
Die B 41 ist zweistreifig, im Saarland teilweise auf drei, zwischen der A 62 und der A 61 teilweise auf drei oder vier Streifen ausgebaut.

### Alsautobahnähnliche Straßeausgebaute Teilstücke
- Zwischen der Anschlussstelle St. Wendel-Niederlinxweiler und Pinsweiler. Ursprünglich war geplant diesen Ausbau mit einer Umgehung von Pinsweiler, Hirstein, Wolfersweiler und Nohfelden bis zur A 62 (Anschlussstelle Birkenfeld) fortzuführen. Mit dem Weiterbau wurde teilweise schon begonnen, wie man an einer funktionslosen Brücke westlich von Wolfersweiler erkennen kann. Nachdem Teile des Rosenwald auf der Gemarkung Hoppstädten-Weiersbach zum Naturschutzgebiet erklärt wurden, war die Fortführung der Bauarbeiten nicht mehr möglich. Die Ortsumgehungen Wolfersweiler und Ottweiler sowie der Abschnitt zwischen Wolfersweiler und der A 62 stehen im Bundesverkehrswegeplan, eingeordnet als vordringlicher Bedarf. In Ottweiler hat sich jedoch Widerstand gegen das geplante Vorhaben formiert, welches beabsichtigt, die Trasse weiterhin durch die Stadt laufen zu lassen und eine Bürgerinitiative gegründet, die sich für eine neue westlichere Umfahrung der Stadt einsetzt.[1] Zwischen Birkenfeld und der Anschlussstelle St. Wendel-Winterbach verläuft sie zusammen mit der Bundesstraße 269.
- Auf 700 m zwischen Bad Sobernheim Ost und Steinhardt ist sie vierstreifig bei sieben Prozent Gefälle/Steigung.
- Der 20 km lange Abschnitt zwischen Waldböckelheim und der A 61.
- Im Bereich der ortsnahen Trasse von Waldböckelheim wurde seitens des Landesbetriebs Mobilität (LBM) Rheinland-Pfalz eine Verkehrsuntersuchung zum planfreien Ausbau der unfallträchtigen Ausfahrt Waldböckelheim-West und Zusammenfassung der Ausfahrt Mitte und West durchgeführt. Später soll die B 41 auf dieser ortsnahen Trasse schließlich vierstreifig ausgebaut werden.[2] Im Ort hat sich jedoch Widerstand gegen das geplante Vorhaben formiert und eine Bürgerinitiative gegründet, die sich für eine neue nördlichere, vom Ort weiter entfernt liegende vierstreifige Trasse, die sich bereits im Weiteren Bedarf des Bundesverkehrswegeplan befindet, einsetzt.[3] Der erste Bauabschnitt ist nun fertiggestellt und bindet Waldböckelheim im Norden über Kreisverkehre an die B 41 an. Der Umbau im Westen von Waldböckelheim befindet sich derzeit noch im Planungszustand.
- Außerdem wurde durch den Landesbetrieb Mobilität Rlp eine Verkehrsuntersuchung zum zweistreifigen Neubau der Ortsumgehungen Hochstetten und Martinstein durchgeführt.[4] Beide Vorhaben befinden sich im vordringlichen Bedarf des Bundesverkehrswegeplans.
- Im weiteren Bedarf des Bundesverkehrswegeplans (BVP) befindet sich neben dem vierstreifigen Ausbau der Ortsumgehung Neunkirchen auch der zweistreifige Neubau der Ortsumgehungen Niederbrombach, Oberbrombach und Rötsweiler.
- 2022 wurde der gut 1 km Abschnitt zwischen der Abfahrt Bad Sobernheim-West und Nußbaum autobahnähnlich vierspurig ausgebaut, was mangels Bedarf in der Bevölkerung auf großes Unverständnis stieß.
- Nicht im BVP stehen ähnliche weitere Planung zum "Anbau eines Fahrstreifens" an bereits dreispurige Abschnitte der B41 bei Monzingen, Bärenbach und Nahbollenbach. Unter anderem wegen des nur minimalen erwarteten Geschwindigkeitsgewinns bei enormem Eingriff in die Landschaft und hohen Kosten bildeten sich Initiativen gegen die Ausbaumaßnahmen bei Monzingen und wandten sich im Juli 2024 an die zuständigen Verkehrsministerien und den planenden LBM.z.B.: B41neuDenken Auch verabschiedete der Gemeinderat von Monzingen am 5. September 2024 einstimmig eine Resolution gegen die Ausbaupläne für die B41-Abschnitte bei Monzingen.

### Durch Autobahnen ersetzt
- zwischen Saarbrücken-Ludwigspark und AD Friedrichsthal (A 623) und weiter bis Anschlussstelle Neunkirchen-Spiesen (A 8)

## Geschichte
Die Reichsstraße 41 bezeichnete seinerzeit die Strecke von Freisen über Baumholder, Idar-Oberstein, Kirn, Kreuznach, Gensingen und Gau-Algesheim bis zur Reichsstraße 9 (Cleve–Lauterburg) zwischen Bingen und Mainz. Die Strecke der Reichsstraße 53 von Idar-Oberstein über Birkenfeld zum Saargebiet (bei Nohfelden) ist heute Teil der Bundesstraße 41.

## LKW-Maut
Am 1. August 2012 wurde die LKW-Maut auf dem Streckenabschnitt zwischen Bad Kreuznach bis zur A 61 eingeführt.

## Nahe-Überbauung

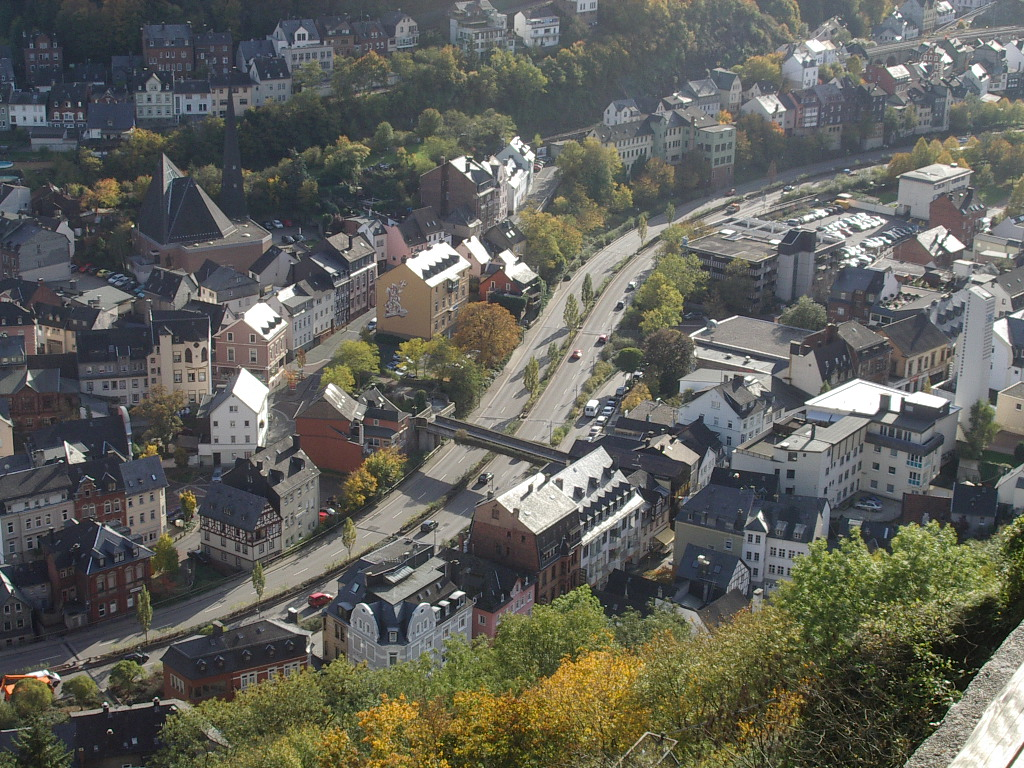
Die vierspurige Nahehochstraße, auch Naheüberbauung genannte B41 in Idar-Oberstein

Eines der markantesten (und bekanntesten) Teilstücke der Straße ist die 1980 baulich begonnene Nahe-Überbauung (Nahe-Hochstraße)(Beginn)(Ende) in Idar-Oberstein, die am 24. September 1986 eröffnet wurde und eine Länge von 1875 m hat. Im direkten östlichen Anschluss daran wurde 1996 der 320 m lange, zweistreifige Altenbergtunnel eingeweiht, der die unfallträchtige Trasse entlang der Naheschleife bei Almerich ersetzte.

## Brand im Blücher-Flöz
Nachdem beim Bau der B 41 als Umgehungsstraße westlich von Neunkirchen die tagesnahen Steinkohleflöze des Blücher-Flözes angeschnitten worden waren, entzündete sich die kohleführende Schicht durch Sauerstoffeintritt. Der Brand entstand in den 1990er Jahren westlich der Kreuzung von B 41 und L 124 (Westspange). Er gilt seit Ende Oktober 2012 als gelöscht.

## Sanierung und Abstufung zur Landesstraße
Der frühere östliche Teil der B 41 in Rheinhessen von Bad Kreuznach nach Ingelheim am Rhein, der seit dem Bau des um Gensingen zur A 61 führenden Neubauabschnitts der B 41 keine direkte Verbindung zu diesem besaß, wurde nach seiner Sanierung von Oktober bis Dezember 2014 zur Landesstraße abgestuft. Hintergrund der Abstufung ist eine langjährige Forderung des Bundes wegen der parallel verlaufenden A 60.